# Огайо (округ, Індіана)
Шаблон:StateAbbr_ 38°57′ пн. ш. 84°58′ зх. д. / 38.95° пн. ш. 84.97° зх. д.
Округ Огайо (англ. Ohio County) — округ (графство) у штаті Індіана, США. Ідентифікатор округу 18115.

## Історія
Округ утворений 1844 року.

## Демографія
За даними перепису
2000 року
загальне населення округу становило 5623 осіб, усе сільське.
Серед мешканців округу чоловіків було 2768, а жінок — 2855. В окрузі було 2201 домогосподарство, 1588 родин, які мешкали в 2424 будинках.
Середній розмір родини становив 3.
Віковий розподіл населення поданий у таблиці:
| Стать    | До 15 років | 15-21 | 22-29 | 30-39 | 40-49 | 50-65 | 65-85 | Понад 85 |
| -------- | ----------- | ----- | ----- | ----- | ----- | ----- | ----- | -------- |
| Чоловіки | 571         | 281   | 243   | 408   | 477   | 465   | 306   | 17       |
| Жінки    | 570         | 256   | 224   | 407   | 436   | 512   | 380   | 70       |

## Суміжні округи
- Дірборн — північ
- Бун, Кентуккі — схід
- Світзерленд — південь
- Ріплі — північний захід

## Виноски
1. ↑  US Decennial Census. US Census Bureau. Архів оригіналу за 26 квітня 2015. Процитовано 10 липня 2014.
2. ↑  Historical Census Browser. University of Virginia Library. Архів оригіналу за 11 серпня 2012. Процитовано 10 липня 2014.
3. ↑  Population of Counties by Decennial Census: 1900 to 1990. US Census Bureau. Процитовано 10 липня 2014.
4. ↑  Census 2000 PHC-T-4. Ranking Tables for Counties: 1990 and 2000 (PDF). US Census Bureau. Процитовано 10 липня 2014.
5. ↑  Ohio County QuickFacts. Бюро перепису населення США. Архів оригіналу за 4 липня 2011. Процитовано 25 вересня 2011.(англ.) Наведено за англійською вікіпедією.
6. ↑  American FactFinder. Бюро перепису населення США. Архів оригіналу за 26 лютого 2012. Процитовано 31 січня 2008.

| США | Це незавершена стаття з географії США. Ви можете допомогти проєкту, виправивши або дописавши її. |